# Chlidichthys
Chlidichthys is een geslacht van straalvinnige vissen uit de familie van dwergzeebaarzen (Pseudochromidae). Het geslacht is voor het eerst wetenschappelijk beschreven in 1954 door Smith.

## Soorten
- Chlidichthys abruptus Lubbock, 1977
- Chlidichthys auratus Lubbock, 1975
- Chlidichthys bibulus (Smith, 1954)
- Chlidichthys cacatuoides Gill & Randall, 1994
- Chlidichthys chagosensis Gill & Edwards, 2004
- Chlidichthys clibanarius Gill & Edwards, 2004
- Chlidichthys foudioides Gill & Edwards, 2004
- Chlidichthys inornatus Lubbock, 1976
- Chlidichthys johnvoelckeri Smith, 1953
- Chlidichthys pembae Smith, 1954
- Chlidichthys randalli Lubbock, 1977
- Chlidichthys rubiceps Lubbock, 1975
- Chlidichthys smithae Lubbock, 1977